# Erik Friborg
Erik Friborg (né le 24 janvier 1893 à Stockholm en Suède - mort le 22 mai 1968 à Hounslow au Royaume-Uni) est un coureur cycliste sur piste suédois des années 1910.

## Palmarès
- 1911
  -  Champion de Suède de cyclisme sur route contre-la-montre 100 km
- 1912
  -  Médaillé d'or en route par équipe aux Jeux olympiques de Stockholm (avec Axel Persson, Ragnar Malm et Algot Lönn)